# Dergoman Chebir
Dergoman Chebir är en ö i Eritrea. Den ligger i den nordöstra delen av landet, 140 km öster om huvudstaden Asmara.